# 社会有机体论
社会有机体论是19世紀實證主義社會學的一種重要理論觀點，即一个社会或社会结构被视为一个“活的有机体”。从这个角度来说，社会特征的关系，例如法律、家庭、犯罪等等，当它们与其他的社会特征相互作用时，通常会受到检验以满足社会需要。一个社会或社会有机体的所有元素，它们具有维护有机体的稳定和团结的功能。代表人物是英國社會學家赫伯特·斯宾塞、俄國社會學家保罗·冯·利林费尔德、德國社會學家阿尔伯特·舍弗勒等。

## 历史
把社会当作为一个有机体的模型或概念，是在19世纪末由法国社会学家爱米尔·涂尔干详尽阐述的。据涂尔干所说，一个有机体或社会的功能越专业化，那么其发展程度也越高，反之亦然。一般来说，文化、政治和经济是社会的三个核心活动。因此，社会有机体的“健康”可以被视为是一种文化、政治和经济的互动功能，在理论上可以对其进行研究、建模和分析。赫伯特·斯宾塞在他的文章“社会有机体”中，进一步描述了“机体社会”的概念。

## 理论
斯賓塞從生物進化的基本原則出發，並在其他學科的基本理論基礎上進一步充實，驗證和肯定了這一基本原則，然後把它擴展到社會領域，建立了自己的社會學體系。
在他的3卷本《社會學原理》（1876-1896）一書的第1卷中，論述了社會是什麽這一問題。他認爲社會同生物一樣是一個有機體，這兩种有機體之間存在着許多相似之処：
- 生物體與社會都在生長、發展着，這有別于無機界；
- 兩者規模的增長都意味著複雜性和各部分間區別性的增長；
- 兩者伴隨着結構的分化，功能也在分化；
- 整體内的各部分相互依存，一部分的變化影響到其他部分；
- 整體的每一個部分都可以自成一個小組織；
- 整體的生命被毀滅后，其中部分還會維持生存一段時間。

斯賓塞還將社會及其組織比擬爲人的集體。人體的生存要有營養、循環和調節3個系統，社會的生存也依賴于相應的3個系統：社會的工業組織向社會提供必要的產品；社會的商業組織，像人體的血液循環一樣，把營養輸送到集體的各部位；以國家爲首的社會政治組織，像人體的神經系統一樣調節各部分，使之服從于整體。據此，斯賓塞又將社會中的人分爲3類，即從事生産的工人、農民，從事流通的商人、企業家和銀行家，以及政府的官員和管理人員。這3類人互相合作，各司其職，保持平衡。如果破壞了這種平衡，就是破壞了社會有機體。斯賓塞還指出兩种有機體的不同點：
- 動物各部分是一個具體的整體，社會的各部分是一個抽象的整體，每一部分有相當的自由。
- 生物有機體的意識系統集中于神經系統，社會的意識卻分佈于社會各個成員身上。
- 生物有機體内各部分器官為整體而生存；相反，社會的整體是為各成員的利益而存在。

## 相关概念
一个类似的概念是盖亚假说，其中整个地球被理论化为一个统一的有机体。

## 影响
社會有機體論的觀點提出之後，經過利林菲爾德、舍弗勒等人的闡發，成爲早期社會學中具有普遍意義的方法論基礎，對19世紀歐洲社會學和美國早期社會學都發生過重要影響，如W·G·薩姆納、A·W·斯摩爾和L·F·沃德等人都在不同程度上從中汲取過思想營養。